# Kasteel van Fléchères
Het Kasteel van Fléchères (Frans: Château de Fléchères) is een kasteel in de Franse gemeente Fareins. Het kasteel is een beschermd historisch monument sinds 1983.